# Осуске
Осуске (слч. Osuské) насељено је мјесто са административним статусом сеоске општине (слч. obec) у округу Сењица, у Трнавском крају, Словачка Република.

## Становништво
| Година:    | 1994. | 2004.   | 2014.   | 2024.   |
| ---------- | ----- | ------- | ------- | ------- |
| Број људи: | 629   | 614     | 606     | 587     |
| Разлика:   |       | -2,38 % | -1,30 % | -3,13 % |

| Година:    | 2023. | 2024.   |
| ---------- | ----- | ------- |
| Број људи: | 597   | 587     |
| Разлика:   |       | -1,67 % |

Према подацима о броју становника из 2024. године насеље је имало 587 становника.